# Jeunesse Sportive Espérance de Skikda (handball)
Pour les articles homonymes, voir JSE.
 (janvier 2014).
Si vous disposez d'ouvrages ou d'articles de référence ou si vous connaissez des sites web de qualité traitant du thème abordé ici, merci de compléter l'article en donnant les références utiles à sa vérifiabilité et en les liant à la section « Notes et références ».
Ne doit pas être confondu avec Jeunesse sportive madinet Skikda.
La Jeunesse sportive espérance de Skikda est un club algérien de handball créé en 1936. Il représente la wilaya de Skikda.
Le club a été champion d'Algérie deux fois . Il a également participé à plusieurs reprises à la Ligue des champions d'Afrique, compétition dont il termine à la troisième place en 2010 et quatrième en 2011 et 2012. 
Plusieurs de ses joueurs, dès les années soixante, ont porté le maillot de l'équipe nationale algérienne.

## Palmarès
Compétitions nationales
- championnat d'Algérie (2)
  - Champion : 2015, 2020.
- Coupe d'Algérie (1)
  - Vainqueur : 2020
  - Finaliste : 2006, 2009, 2012, 2019 et 2024.
- Supercoupe d'Algérie (1)
  - Vainqueur : 2015[4],[5]

Compétitions internationales
- Ligue des champions d'Afrique
  - Troisième : 2010.
  - Quatrième en 2011 et 2012.

## Résultats notables et effectifs associés
Effectif finaliste de la Coupe d'Algérie 2006
- Gardiens de but : Babouche, Zitouni
- Joueurs : Babés (1), Zekri, Laib (1), Badis (5), Dehili (4), Bounour (9), Messaoud Layadi , Bouriche, Boukhmis, Guerfi, Larnane Billal (2).
- Entraîneur : Khalfa Rabie

Effectif finaliste de la Coupe d'Algérie 2009
- - Joueurs : Mohamed Babouche, Rafik Daifi, Kamel Maatallah, Hamza Boukhmis, Oussama Boudjenah, Hamdi Khanchoul, Saadi Djaber, Belkacem El-Ouardi, Faouzi Laib, Noureddine Badis, Lotfi Daiboun, Fethi Houchet, Ali Boulahsa, Mouloud Bouriche, Mahdi Hafiane, Mahdi Aoued, Billel Ali-Larnane, Redouane Saker, Hichem Kaabeche, Saber Chibet, Nacer Chekkat, Rabah Aibeche, Yasser Silini, Seifeddine Chaib, Ramzi Ammari.
  - Entraîneur : Farouk Dehili, Mounir Hambarek (adjoint).

Effectif quatrième de la Ligue des champions 2011
- - Joueurs : Nourredine Badis (cap), Ali Bilel Larnane, Mohamed  Babouche, Rafik  Daifi, Fouzi Laib, Fethi Haouchet, Mouloud  Bouriche, Hamza  Boukhmis, Hichem  Kaabeche, Brahim Mekhnache, Oussama Boudjenah, Redouane Saker, Hocine Sami Bencheikh , Abdelkader Gaceb, Ahmed Farhi et Adel Bousmal.
  - Entraîneur : Farouk Dehili

Effectif à la Coupe d'Afrique des vainqueurs de coupe 2013
- Joueurs : Mohamed Babouche, Oussama Boudjenah, Hamza Boukhmis, Hocine Sami Bencheikh , Rouana Aibeche, Laib Fouzi, Walid Djebrouni, Fethi Haouchette, Ali Boulahsa, Mouloud Bouriche, Tarek Boukhmis, Rafik Daifi, Bilal Ali Larnane, Hichem Kaabeche, Redouane Saker, Tarek Djouadi, Abdellah Kimouche, Kamel Maatallaj
- Entraineur : Rabie Khalfa M’Sabah

Effectif vainqueur du championnat d'Algérie 2014-2015
- Joueurs : Mohamed-Rafik Babouchi, Hachemi Daifi, Redouane Saker, Faouzi Laib, Hichem Kaabeche, Fethi Haouchet, Nasreddine Guedni, Mouloud Bouriche, Ali Boulahsa, Tarek Boukhmis, Oussama Boudjenah, Sami Bencheikh, Mohamed Ahcene Djaballah, Walid Djebrouni, Amir Mouat, Hachemi Charrad Eddine.
- Entraineur : Farouk Dehili

Effectif vainqueur de la Supercoupe 2015
- Joueurs : Daifi, Ydri, Boukhmis, Saker, Boudjenah, Baboueche, Haouchentef, Laib, Ahsened, Boulahsa, Djebrouni, Mouats, Abdelli, Haïchour.
- Entraîneur : Farouk Dehili